# Que vida la mía
«Que vida la mía» es una canción y el segundo sencillo del grupo de pop mexicano Reik, lanzado para su álbum debut de estudio del mismo nombre (2005). Fue a mediados del mes de marzo del 2005 su lanzamiento por la discográfica Sony BMG Norte.

## Lista de canciones

### Descarga digital[4]
| Que vida la mía — Single |                   |          |  |
| N.º                      | Título            | Duración |  |
| 1.                       | «Que vida la mía» | 2:52     |  |

## Vídeo musical
Fue publicado en el canal de YouTube de la banda el 2 de octubre del 2009. Actualmente el video cuenta con 260 millones de vistas y más de 1, 000 "me gusta". En el videoclip también aparece la actriz mexicana Aislinn Derbez.

## Posicionamiento en listas
| Listas (2006)                      | Mejor posición |
| ---------------------------------- | -------------- |
| Estados Unidos (Hot Latin Songs)   | 18             |
| Estados Unidos (Latin AirPlay)     | 18             |
| Estados Unidos (Latin Pop AirPlay) | 3              |

## Historial de lanzamiento
| Región | Fecha               | Formato                     | Discográfica     | Ref. |
| ------ | ------------------- | --------------------------- | ---------------- | ---- |
| México | 14 de marzo de 2005 | Descarga digital, Streaming | Sony Music Latin |      |